# Раков, Виктор Викторович
Ви́ктор Ви́кторович Ра́ков (род. 5 февраля 1962, Москва) — советский и российский актёр театра, кино, озвучивания и дубляжа, певец, телеведущий и диктор телеканала «ТВЦ» (2009—2018). Народный артист Российской Федерации (2003).

## Биография
Родился 5 февраля 1962 года в Москве.
В 1984 году окончил ГИТИС (курс В. Андреева). Сразу по окончании актёрского факультета попал в труппу Марка Захарова и стал актёром Театра им. Ленинского комсомола, где служит и по сей день.
Получил известность в театральных кругах после исполнения ролей в таких спектаклях Ленкома, как: «Мудрец», «Юнона и Авось», «Звезда и смерть Хоакина Мурьеты», «Мистификация».
В кино дебютировал в 1983 году. Первую серьёзную роль получил в фильме Марка Захарова «Убить дракона» (1988) — Генрих. В дальнейшем последовали значительные роли, сыгранные в фильмах: «Мать» (главная роль Павла Власова), «Мастер и Маргарита» Юрия Кары (Мастер).
Зрителям также запомнились работы в таких картинах, как «Любить по-русски», «Барханов и его телохранитель», в сериалах «Закон» (роль Владимира Крохмаля), «Петербургские тайны», «Развязка Петербургских тайн».
В свободное время Виктор Раков занимается живописью, его картины выставлялись в Бахрушинском музее в Москве и в Доме-музее Ермоловой.
Кроме того, относится к поющим драматическим актёрам. В его репертуаре целый ряд песен Яна Френкеля, Андрея Петрова, Елены Суржиковой, Николая Парфенюка, Екатерины Семёновой и других композиторов. Был ведущим 1-го сезона программы «Мистика звёзд» на ТВ-3.

## Взгляды
В 2022 году поддержал российское вторжение на Украину, в марте 2022 года подписал обращение в поддержку нападения на Украину.

## Семья
Первая супруга — Ольга Илюхина (род. 1963), актриса, в 1984 году окончила актёрский факультет ГИТИС. Сын Борис (род. 1987), окончил книготорговый колледж.
Вторая супруга — Людмила Ракова (род. 1969), психолог. Дочь Анастасия (род. 1991). Сын Данила (род. 2007).

## Награды, звания и премии
- 1996 — Заслуженный артист Российской Федерации (2 мая 1996 года) — за заслуги в области искусства[7];
- 1997 — Театральная премия «Чайка» в номинации «Лучший злодей» за роль в спектакле «Королевские игры»[8];
- 2003 — Народный артист Российской Федерации (22 ноября 2003 года) — за большие заслуги в области искусства[1];
- 2013 — Орден Дружбы (2 сентября 2013 года) — за большие заслуги в развитии отечественной культуры и искусства, многолетнюю плодотворную деятельность[9];
- 2017 — Российская премия «Хрустальная Турандот» за роль Комяги в ленкомовской постановке «День опричника»[10];
- 2019 — Орден Почёта (29 апреля 2019 года) — за большой вклад в развитие отечественной культуры и искусства, многолетнюю плодотворную деятельность[11].
- 2025 — Орден «За заслуги в культуре и искусстве» (6 августа 2025 года) — за вклад в развитие отечественной культуры и искусства, многолетнюю плодотворную деятельность[12].

## Творчество

### Роли в театре
- 2002 — «Трактирщица»[13] по пьесе К. Гольдони — Кавалер. Независимый театральный проект
- Мудрец А. Н. Островского, — Глумов
- Звезда и Смерть Хоакина Мурьеты — Хоакин Мурьета, Ведущий и Таможенник, Шарманщик
- 1986 — «Гамлет» — Лаэрт
- 1981 — «Юнона и Авось» — Фернандо Лопес, Человек театра, Пылающий еретик, граф Резанов (играл с 2006 по 2016 года)
- 1995 — «Королевские игры» — Томас Кромвель
- 2001 — «Шут Балакирев» — Меншиков Александр Данилович, светлейший князь (ввод в 2005 году)
- 2004 — «Ва-Банк» — Дульчин Виктор Григорьевич
- 2007 — «Женитьба» — Подколёсин, служащий, надворный советник
- 2011 — «Пер Гюнт» — Даворский дед, король троллей
- 2012 — «Ложь во спасение» — Сеньор Бальбоа, дедушка. режиссёр Глеб Панфилов.
- 2013 — «Небесные странники» — Рябовский
- 2016 — «День опричника» — Комяга, коренной опричник
- 2019 — «Капкан» — Орлов Александр Николаевич, личный пилот Сталина, герой страны, агентурный псевдоним «Цезарь»

### Фильмография
- 1983 — Клятвенная запись — Гаврила
- 1984 — Сильная личность из 2 «А» — рабочий-строитель
- 1985 — От зарплаты до зарплаты — Петраков
- 1987 — Акселератка — Павел
- 1988 — Убить дракона — Генрих
- 1989 — А был ли Каротин? — Фридрих Верман
- 1989 — Свой крест — Сергей Троицкий
- 1989 — Мать — Павел Власов
- 1990 — Униженные и оскорблённые — Алёша Валковский
- 1991 — Бес — Бес
- 1991 — Жажда страсти — доктор
- 1991 — Кремлёвские тайны шестнадцатого века — молодой волхв
- 1992 — Вынос тела — внук Молоканова
- 1992 — Гардемарины III — барон Брокдорф
- 1993 — О ней, но без неё — Олег
- 1993 — Русский роман — Дмитрий Павлович Лебедев
- 1994 — Мастер и Маргарита — Мастер
- 1994 — Петербургские тайны — князь Николай Яковлевич Чечевинский / граф Каллаш
- 1995 — Любить по-русски — Михаил
- 1996 — Барханов и его телохранитель — Алябьев
- 1998 — Судья в ловушке — Рембл
- 1999 — Любить по-русски-3. Губернатор — Михаил
- 1998 — Развязка Петербургских тайн — князь Николай Яковлевич Чечевинский
- 2000 — Артист и мастер изображения — Батон
- 2000 — Потерянный рай — Артём Сапега
- 2001 — Нина — Иван Андреевич Бобровский, журналист
- 2001 — С точки зрения ангела — любимый
- 2001 — Саломея — Рацкий
- 2001 — 2005 — Сыщики — Полоскаев (серии «Исчезнувший Адонис», «Страсть», «Раскаявшиеся грешники»)
- 2002 — Мужская работа-2 — директор
- 2002 — Next 2 — Кирсанов
- 2002 — Закон — Владимир Крохмаль
- 2003 — Бульварный переплёт — Лавочкин
- 2003 — Инструктор — Шитов
- 2003 — Каменская 3 — Александр Волохов, врач
- 2003 — Подари мне жизнь — врач
- 2003 — Право на защиту — Макс
- 2003 — Рецепт колдуньи — Павел
- 2004 — 32 декабря — Вадим
- 2004 — Даша Васильева-3 — Корзинкин
- 2004 — Против течения — Тихон
- 2004 — Русское — Михайлов, пациент из «тихой» палаты
- 2004 — Четыре любови — Илья Казарновский
- 2005 — Девять неизвестных — Сергей Львович Скарабеев, капитан ФСБ
- 2005 — Звезда эпохи — папа Вася
- 2005 — Сатисфакция — Андрей Николаевич Раевский, капитан
- 2005 — Об этом лучше не знать — Антон, медиамагнат
- 2005 — Убойная сила-6 — Лунин
- 2006 — Главный калибр — Тихон
- 2006 — Кромъ — Андрей Васильевич Кромов
- 2006 — Живой — философ
- 2006 — Своя чужая сестра — Алексей Соколов, бизнесмен
- 2007 — Затмение — Столетов
- 2007 — Звезда Империи / Zvezda Imperii — великий князь Сергей Михайлович
- 2007 — Капкан — Костя
- 2007 — Слушая тишину — Роберт (сын Алтаевой)
- 2007 — Иван Подушкин-2 — Митрофанов
- 2007 — Сыщик Путилин — Яков Куколев, купец
- 2008 — Скелет в шкафу — Степан Штормин
- 2008 — Почтальон — электрик Колоухов
- 2008 — Двойная пропажа — Резцов
- 2008 — Дочка — Пётр Гуров
- 2008 — Печать одиночества — Степан
- 2008 — Серебряный самурай — историк Рогачёв
- 2008 — Телохранительница — киллер
- 2009 — Вольф Мессинг — барон Генрих Канарис
- 2009 — Переправа — Сурин, майор НКВД
- 2009 — Пёстрые сумерки — сын
- 2009 — Адмиралъ — следователь Попов
- 2009 — Чудес не бывает — Гоша
- 2009 — Журов — Анатолий Карпов, директор пансионата
- 2010 — Дом образцового содержания — Фёдор Керенский, архитектор
- 2010 — Гербарий Маши Колосовой — бывший муж Маши
- 2010 — Большая мечта — Мезецкий
- 2010 — Три женщины Достоевского — Михаил Достоевский
- 2011 — Рейдер — Сергей Михайлович Колесов, начальник охраны
- 2011 — Хиромант. Линии судеб — священник
- 2011 — Фарфоровая свадьба — Олег Викторович Максимов, врач
- 2011 — Второе восстание Спартака — разведчик Щука
- 2012 — Однажды в Ростове — Владимир Толстопятов, киномеханик ростовского кинотеатра «Октябрь», член банды «фантомасов»
- 2013 — Три мушкетёра — Бонасьё
- 2014 — Дом с лилиями — Мирон Полищук, майор КГБ
- 2015 — Алхимик. Эликсир Фауста — Николай Павлович Белозёр, капитан, следователь районного отделения милиции
- 2015 — Великая — граф Алексей Григорьевич Разумовский, фаворит Елизаветы Петровны
- 2016 — Синяя роза — Иван Забелин, генерал КГБ
- 2019 — В кейптаунском порту — военврач
- 2020 — Бомба — Николай Степанович Барсуков
- 2021 — Обитель — Василий Петрович Вершилин, заключённый Соловецкого лагеря особого назначения (СЛОН), бывший белый офицер
- 2021 — Угрюм-река — Аркадий Юрьевич Шапошников, революционер, политический ссыльный, влюблён в Анфису Петровну Козыреву, сожитель Дарьи Сергеевны
- 2022 — Елизавета — Александр Данилович Меншиков, князь

### Озвучивание и дубляж
- 1992 — Раскол — Николай Бауман (роль Алексея Богдановича)
- 2000 — Романовы. Венценосная семья — император Николай II (роль Александра Галибина)
- 2008 — Ларго Винч: Начало — Ларго Винч
- 2009 — Типа крутой охранник — детектив Харрисон
- 2009 — Катись! — Бритва
- 2010 — В стиле Jazz — Сергей (роль Михаила Жебровского)
- 2011 — Ларго Винч: Заговор в Бирме — Ларго Винч

С 2009 по сентябрь 2018 года также озвучивал анонсы на телеканале «ТВЦ».

### Песни
1. «Где ты?» (музыка Павла Усанова, слова Алексея Рымова)
2. «Дороги» из т/с «Петербургские тайны» (музыка Андрея Петрова, слова Марины Цветаевой)
3. «Журавли» (музыка Яна Френкеля, слова Расула Гамзатова)
4. «Казалось мне» (музыка Николая Парфенюка, слова Виктора Ракова)
5. «Мужчина и женщина» (музыка Екатерины Семёновой, слова Михаила Мишина)
6. «Остров дождей» (музыка Ирины Беловой, слова Виктории Ветровой), дуэт с Аллой Югановой[3]
7. «Звёзды сошли с небес…» (музыка и слова Елены Суржиковой), дуэт с Еленой Степановой[14][15][16]
8. «Пора в путь-дорогу» (музыка Василия Соловьёва-Седого, слова Соломона Фогельсона)
9. «Последний бой» (музыка и слова Михаила Ножкина)
10. «Романс Раевского» из т/с «Сатисфакция» (музыка Игоря Каменского, слова Юрия Ряшенцева)[17]
11. «Вот какая любовь» (музыка Романа Майорова, слова Михаила Рябинина), дуэт с Еленой Степановой